# 지나 디라위
지나 디라위(아랍어: جينا ديراوي, 스웨덴어: Gina Dirawi, 1990년 12월 11일 ~ )는 스웨덴의 사회자, 코메디언, 블로거, 가수이다.